# 小松川站
小松川站（日语：／ Komatsukawa eki */?）是位於秋田縣横手市山内小松川，屬於東日本旅客鐵道（JR東日本）北上線的鐵路車站。

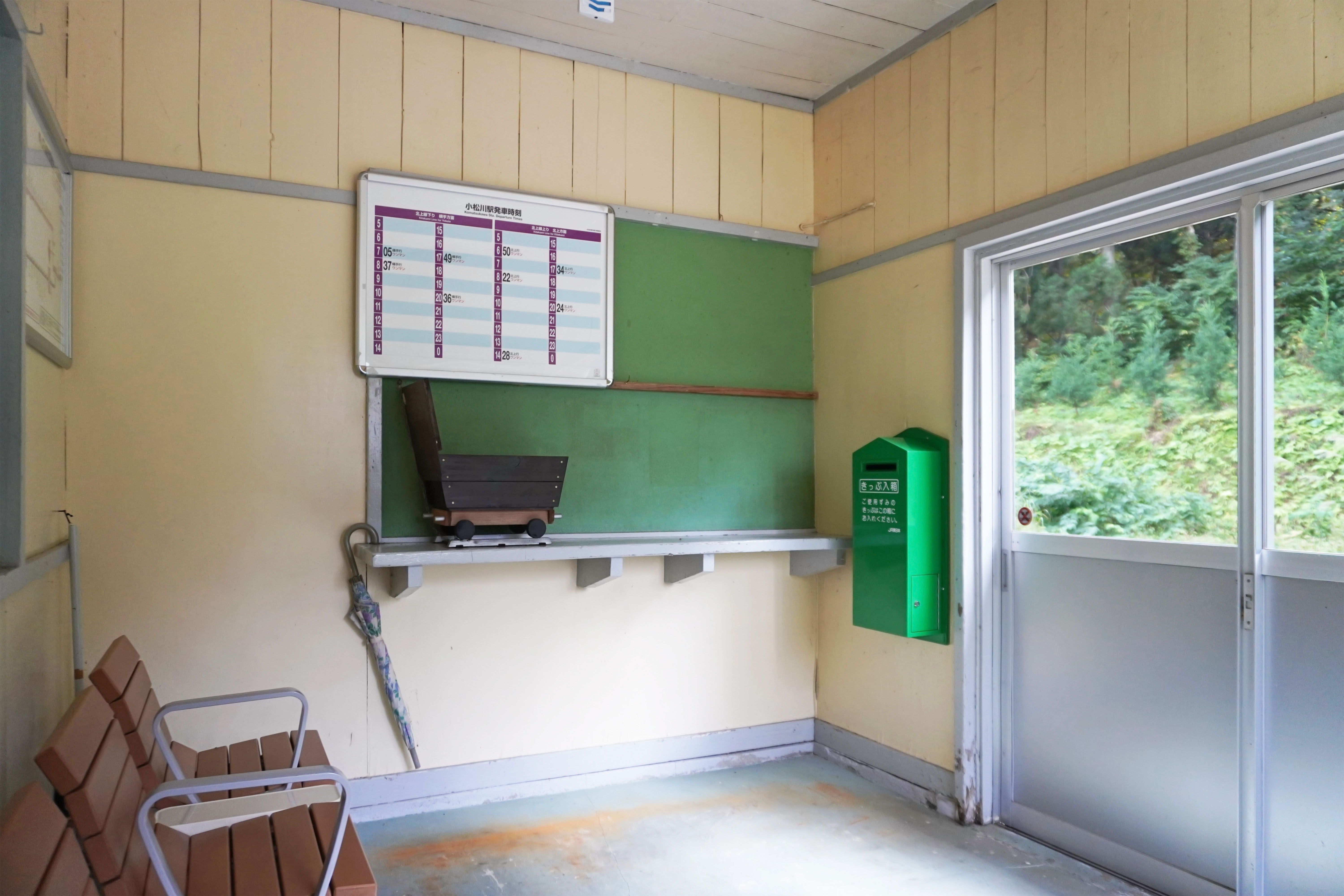
候車室內（2023年10月）

## 車站構造
本站為擁有岸式月臺1面1線的地上車站與無人車站，並由橫手站負責管理。本站僅在月台上設置候車室。

## 車站周邊
- 黑澤川
- 國道107號

## 历史
- 1951年（昭和26年）11月25日 - 設立。事實上早在3月已經是「臨時車站」（仮乗降場）並且辦理客運。
- 1987年（昭和62年）4月1日 - 國鐵分割民營化後成為JR東日本轄下的車站。

## 相鄰車站
東日本旅客鐵道
■北上線
黑澤－小松川－平石